# Cormeilles-en-Vexin
Cormeilles-en-Vexin egy község Franciaországban. Lakosainak száma 1294 fő (2022. január 1.).

## Földrajza
Cormeilles-en-Vexin Bréançon, Ableiges, Boissy l'Aillerie, Frémécourt, Génicourt, Grisy-les-Plâtres és Montgeroult községekkel határos.